# Eremogone capillaris
Eremogone capillaris är en nejlikväxtart som först beskrevs av Jean Louis Marie Poiret, och fick sitt nu gällande namn av Edward Fenzl. Eremogone capillaris ingår i släktet Eremogone och familjen nejlikväxter. Utöver nominatformen finns också underarten E. c. americana.

## Bildgalleri

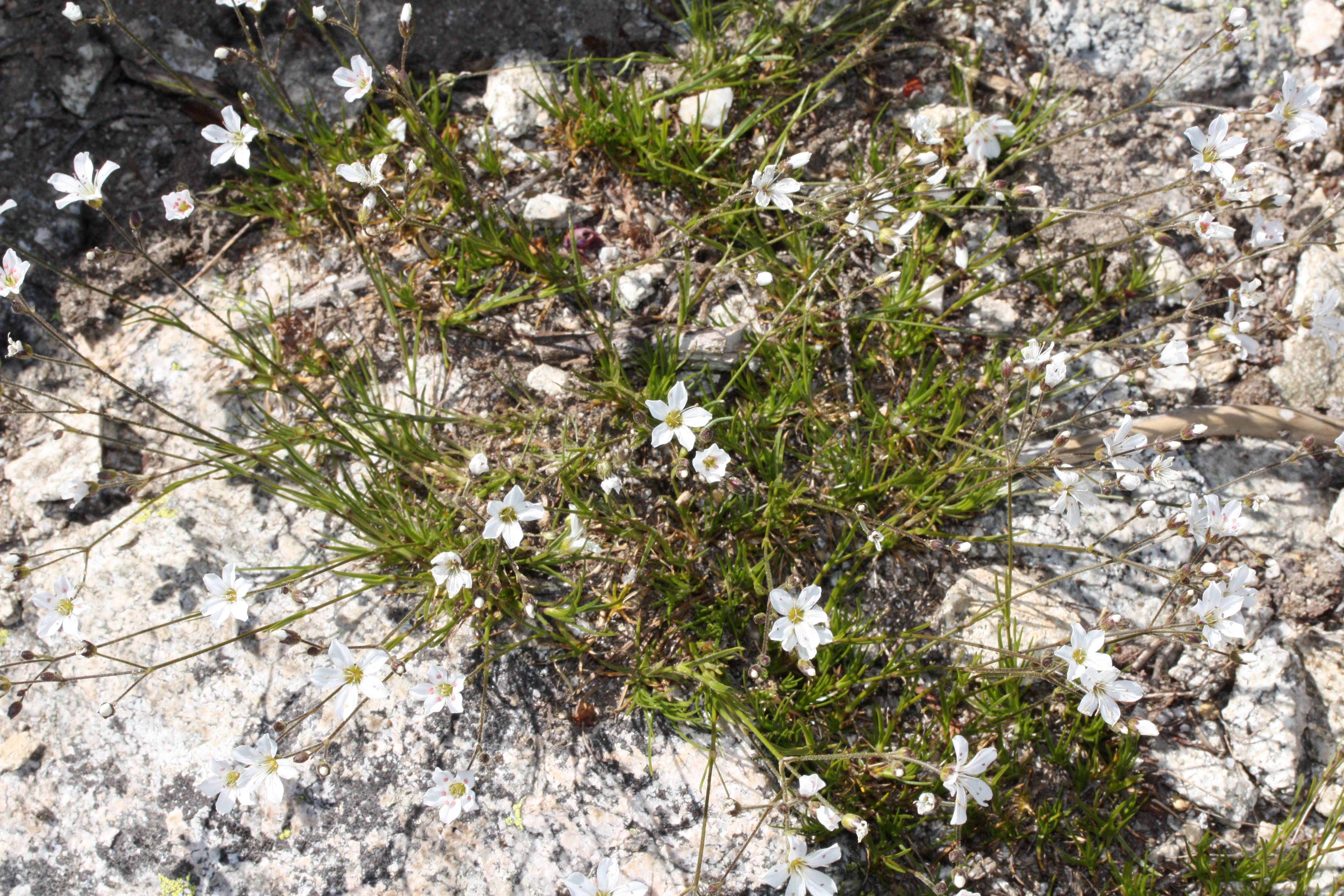
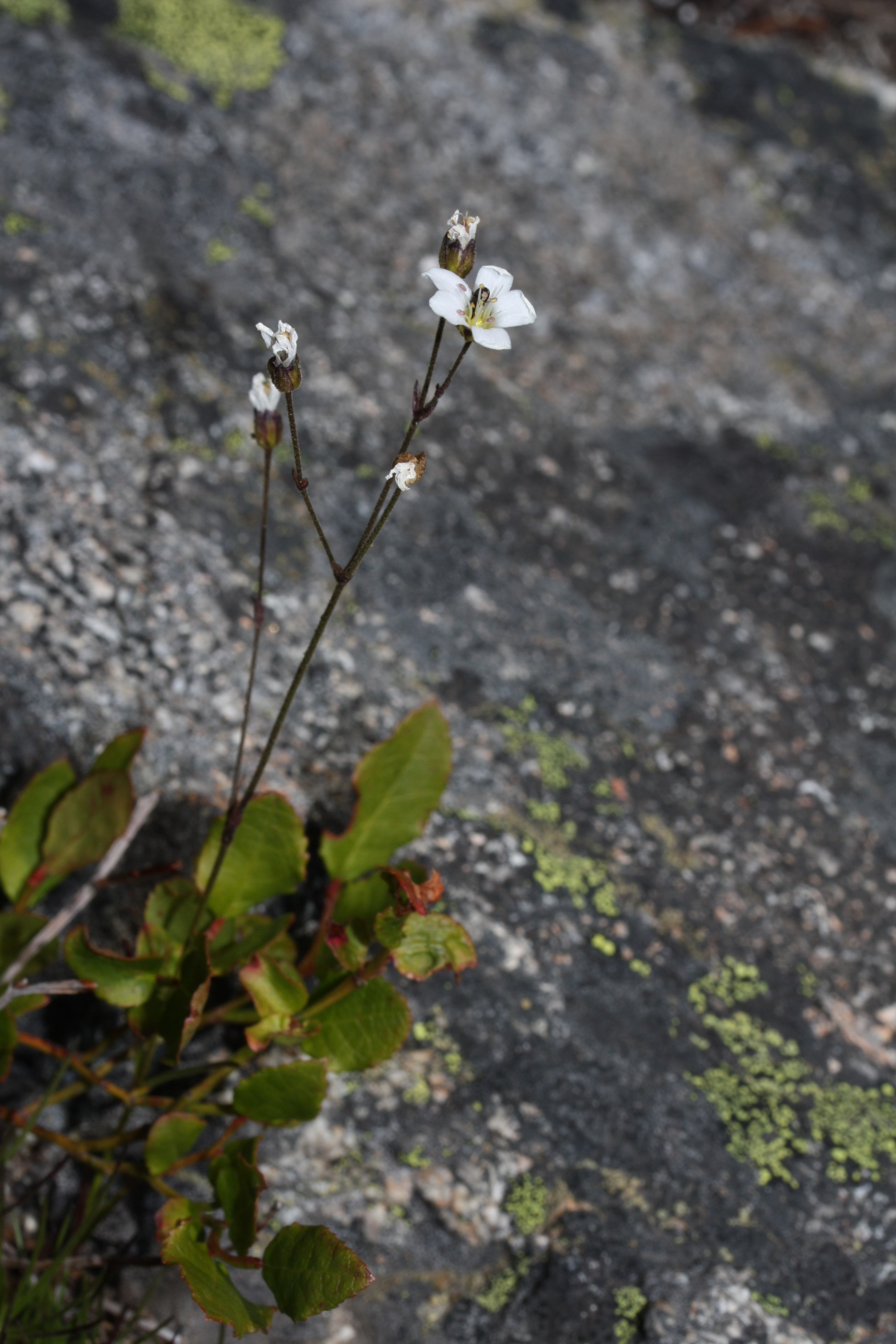
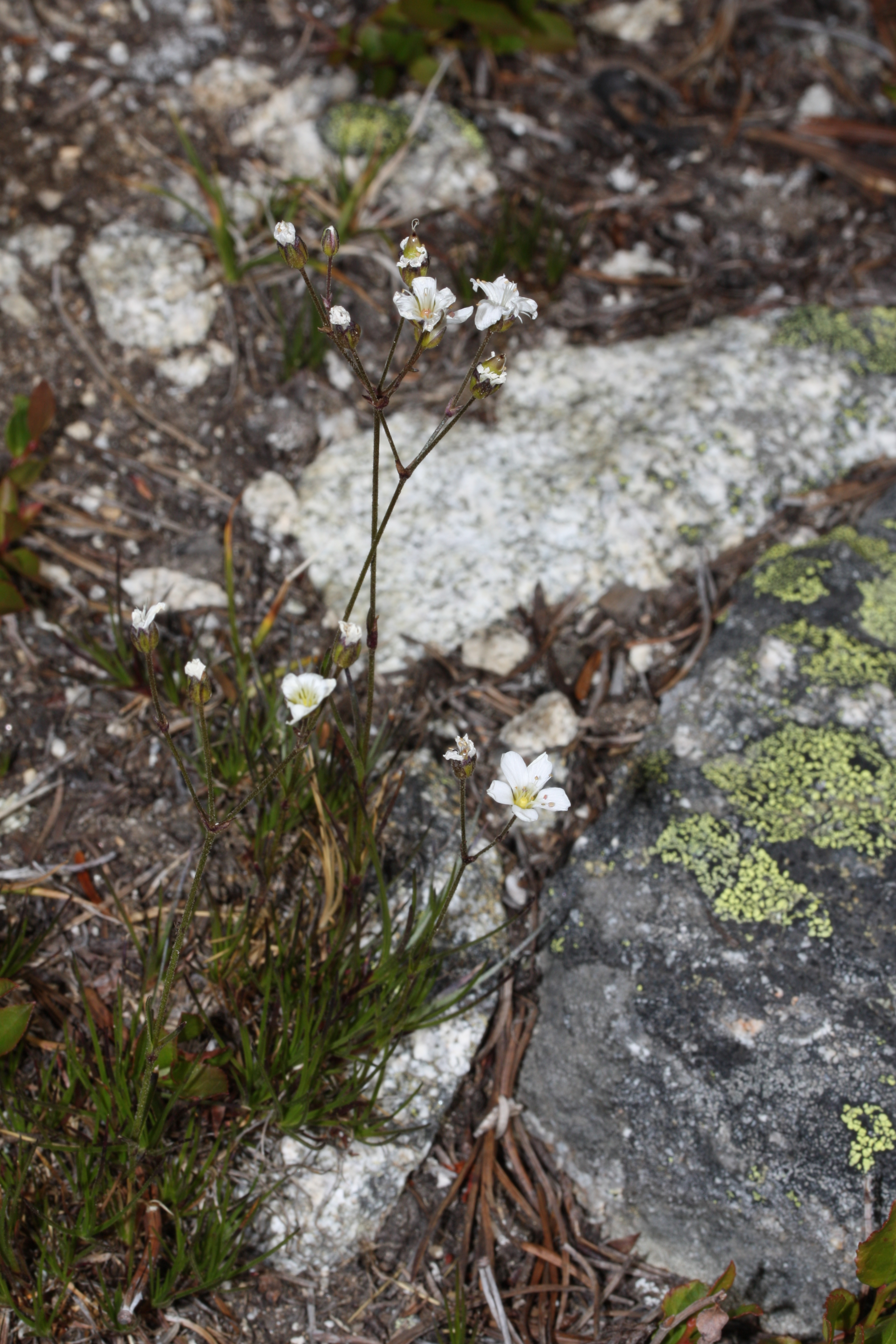
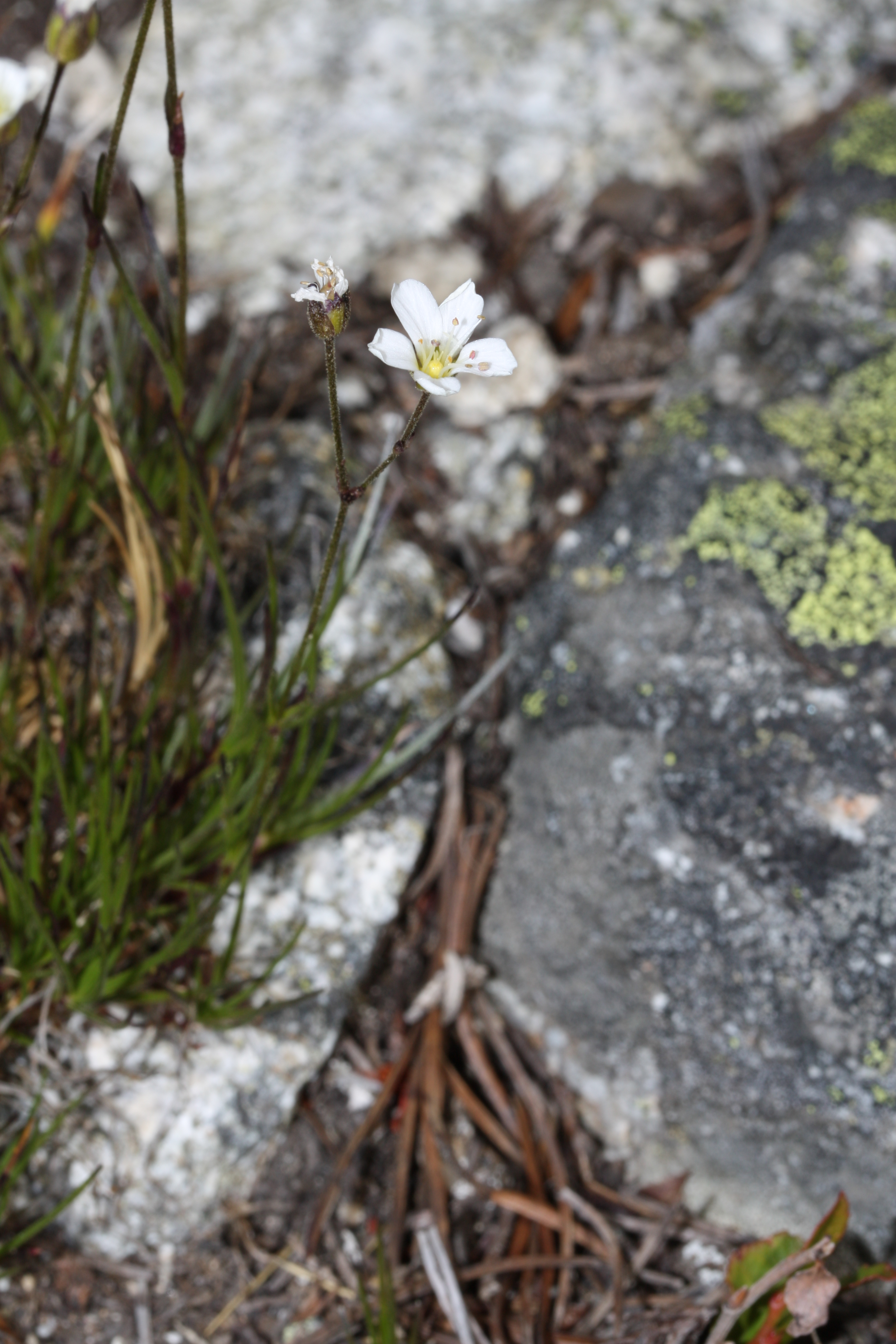
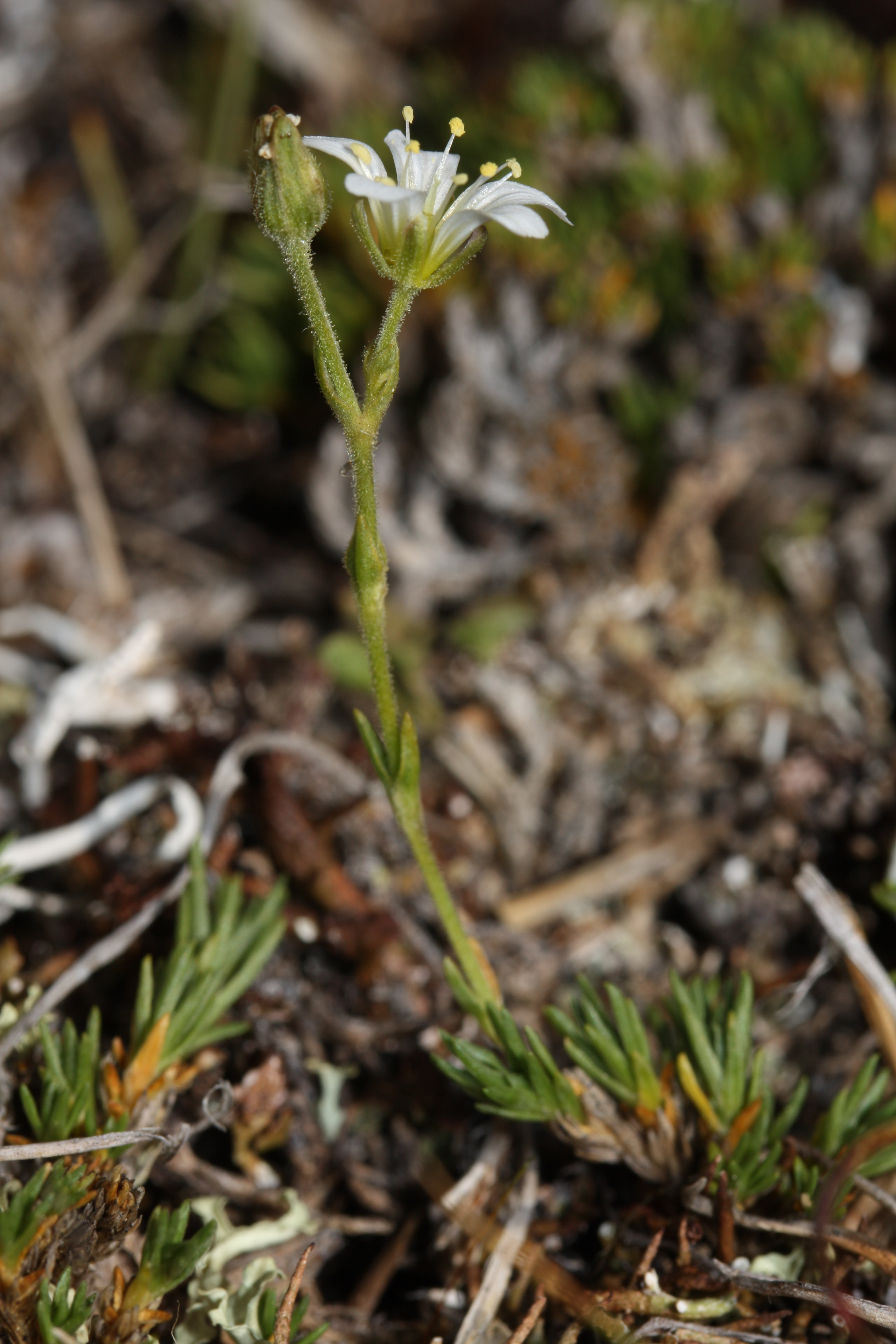
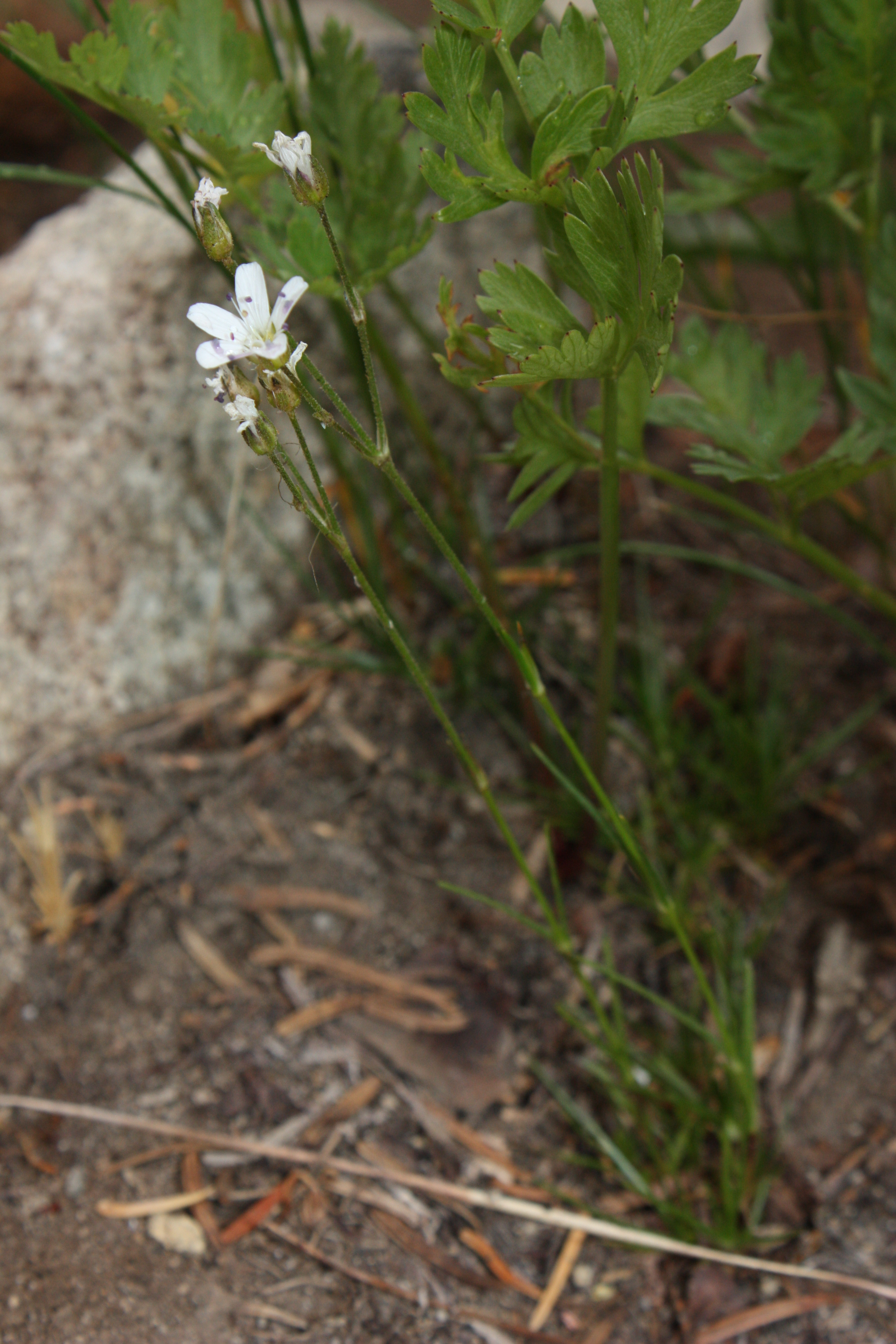